# Irakli Koplatadze
Irakli Koplatadze (gruzinsko ირაკლი კოპლატაძე), gruzijski diplomat in ekonomist, * 5. november 1965.
Trenutno je veleposlanik Gruzije v Republiki Sloveniji.

## Življenjepis

### Izobraževanje
Istočasno je med letoma 1982 in 1987 na Državni univerzi v Tbilisiju študiral mednarodne odnose in ekonomijo. Oba študija je zaključil z odliko. Podiplomski študij je nadaljeval na Moskovskem inštitutu za delo in socialna vprašanja, kjer je študiral socialno ekonomijo. Nadalje se je v Londonu izpopolnjeval na področju ekonomije in političnih ved (1992) ter v Avstraliji na Tehnološki univerzi v Melbournu iz poslovne administracije (1993-1994).

### Delo
Leta 1991 se je kot predavatelj zaposlil na Državni univerzi v Tbilisiju, leta 1996 pa postal izvršni direktor gruzijskega sklada za socialne naložbe. Leta 2000 je postal generalni direktor Državnega sklada za socialno zavarovanje. Z letom 2004 se je zaposlil na Ministrstvu za zunanje zadeve Gruzije, kot glavni svetovalec Gruzijskega sveta za nacionalno varnost. Leta 2006 je postal svetovalec na veleposlaništvu v Ankari, kjer je ostal do leta 2010, ko je za tri leta prevzel mesto odvetnika za afere na gruzijskem veleposlaništvu v Dublinu na Irskem. Leta 2013 ga je zunanje ministrstvo imenovalo za veleposlanika Gruzije v Ankari, z začetkom leta 2019 pa je postal veleposlanik Gruzije v Republiki Sloveniji.

### Zasebno
Je poročen in oče dveh sinov. Tekoče govori gruzijsko, angleško in rusko, pasivno pa tudi turško. 